# Anton Lohow
Anton Lohow (ukrainisch Антон Логов; * 1984 in Rosdilna) ist ein ukrainischer Künstler.

## Leben
Im Jahr 2004 machte Lohow seinen Abschluss an der Grekov Odesa Art School, und 2010 an der Nationalen Akademie der Bildenden Künste und Architektur in Kiew. Er ist Stipendiat des Kunstzentrums Ya Gallery.  Anton nimmt aktiv an Ausstellungen in der Ukraine und im Ausland teil. Seine Werke wurden unter anderem in der Saatchi Gallery, dem LITEXPO (Vilnius), dem Nationalmuseum in Tiflis, der Zenko Foundation (Kiew), Invogue#Art (Odessa) und der Ya Gallery gezeigt.
Nach dem russischen Überfall auf die Ukraine 2022 schuf Lohow eine Reihe von Illustrationen, die dem russisch-ukrainischen Krieg gewidmet sind.
Er lebt und arbeitet in Kiew.

## Ausstellungen (Auswahl)
- 2022: Das besetzte Haus, Alte Münze (Berlin)[3]
- 2022: Artists Support Ukraine, Neue Galerie Innsbruck[4]
- 2022: Golossy (Voices), Ukrainisches Haus
- 2019: The Complex Red, YaGallery[5]